# Pyrale du sureau
Anania coronata
Espèce
La Pyrale du sureau ou le Botys du sureau (Anania coronata) est une espèce de lépidoptères de la famille des Crambidae.

## Description et écologie
L'imago a une envergure de 23 à 26 mm, il vole de mai à aout selon la localisation.

La chenille se nourrit du sureau noir, du liseron des haies, des genres Ligustrum, Viburnum et du lilas commun.

## Distribution
Régions nord de l'écozone paléarctique.

## Synonymie
- Phalaena coronata Hufnagel, 1767 - protonyme
- Phalaena sambucaria Fabricius, 1787
- Phlyctaenia coronata
- Phalaena sambuci Retzius, 1783
- Pyralis sambucalis Denis & Schiffermüller, 1775
- Anania coronata tertialis (Guenée, 1854)
- Botys plectilis Grote & Robinson, 1867
- Botys syringicola Packard, 1870